# Noonie Bao
Jonnali Mikaela Parmenius (* 9. srpna 1987 Stockholm, Švédsko), známá spíše jako Noonie Bao, je švédská zpěvačka, skladatelka a hudební producentka. Od roku 2017 se už méně věnuje pěvecké kariéře než dříve a spíše se věnuje psaním písní, protože právě od tohoto roku nazpívala jenom jednu píseň. Konkrétně se jedná o píseň Fades Away s Aviciim, která vyšla v roce 2019. Textařsky spolupracovala na písních pro umělce, jako jsou například Katy Perry, Zara Larsson, Charli XCX, Camila Cabello, Zedd, Avicii, Kygo, David Guetta, Clean Bandit, Alan Walker, MØ, Demi Lovato, Alma, Sasha Sloan, Astrid S, Halsey, Ava Max, Rita Ora a Carly Rae Jepsenová. V roce 2017 vyhrála 2 ceny Swedish Music Publishers Award v kategorií „Songwriter of the year“ (textař roku) a „International Success“ (mezinárodní úspěch). V roce 2018 vyhrála cenu Grammis v kategorii „Songwriter of the year“ (textař roku).

## Diskografie

### Studiová alba
- I Am Noonie Bao (2012)

### EP
- Noonia (2015)